# Escalade aux Jeux olympiques d'été de 2020
Navigation
Paris 2024
L'escalade est présente aux Jeux olympiques d'été de 2020 à Tokyo en tant que sport additionnel, à la suite d'une décision du Comité international olympique prise lors de sa 129e session le 3 août 2016 à Rio de Janeiro. La compétition a lieu du 3 au 6 août 2021 à Tokyo au Japon. Elle devait avoir lieu du 4 au 7 août 2020 avant le report dû à la pandémie de Covid-19.
Le site proposé pour les épreuves d'escalade est un site urbain de la métropole de Tokyo, situé sur l'île d'Odaiba : l'Aomi Koto Ward.

## Format de compétition
En escalade sportive, chaque grimpeur concourt pour l'ensemble des trois disciplines (épreuve « combinée ») :
- parcours de vitesse : les deux concurrents grimpent simultanément le même itinéraire parallèle fixé sur un mur de 15 m. Le  duel standardisé est chronométré avec un poussoir sommital ;
- le bloc : le concurrent grimpe plusieurs parcours de moins de 4,5 mètres, et il est classé suivant le nombre de parcours qu'il a terminé en un temps limité. Des prises intermédiaires déterminent des seuils de réalisation (appelées zones) ;
- parcours de difficulté : le concurrent grimpe encordé un itinéraire excédant 12 m où la chute et le temps sont éliminatoires, le classement est défini en fonction de la dernière prise attrapée et du temps. Un temps d'observation est attribué à l'ensemble des participants avant l’isolement des participants et le déroulement de l'épreuve individuelle.

Le score final est calculé en multipliant la position obtenue dans chacune des trois épreuves. L'objectif est d'obtenir le produit le plus petit.

## Critères de qualification
Il y a quarante places de quota disponibles pour l'escalade, chaque comité national olympique peut obtenir un maximum de deux places dans chaque épreuve (total quatre maximum sur les deux épreuves).
Les Championnats du monde d'escalade IFSC 2019 servent d'épreuve de qualification avec sept places par sexe attribuées aux meilleurs grimpeurs de l'épreuve combinée.
| Compétition                                                                     | Date                                                       | Lieu                                                       | Places | Qualifiés Hommes                                                                                      | Qualifiés Femmes                                                                                           |
| ------------------------------------------------------------------------------- | ---------------------------------------------------------- | ---------------------------------------------------------- | ------ | --- | --- |
| Pays hôte                                                                       | Pays hôte                                                  | Pays hôte                                                  | 1      | Kai Harada                                                                                            | Miho Nonaka                                                                                                |
| Championnats du monde 2019                                                      | 11–22 août 2019                                            | Hachioji, Japon                                            | 7      | Tomoa Narasaki Jakob Schubert Rishat Khaibullin Mickaël Mawem Alex Megos Ludovico Fossali Sean McColl | Janja Garnbret Akiyo Noguchi Shauna Coxsey Aleksandra Mirosław Petra Klingler Brooke Raboutou Jessica Pilz |
| Tournoi de qualification olympique                                              | 28 novembre – 1er décembre 2019                            | Toulouse, France                                           | 6      | Adam Ondra Bassa Mawem Jan Hojer Pan Yufei Alberto Ginés López Nathaniel Coleman                      | Julia Chanourdie Mia Krampl Iuliia Kaplina Kyra Condie Laura Rogora Song Yiling                            |
| Championnats d'Afrique                                                          | 17-20 décembre 2020,                                       | Le Cap, Afrique du Sud                                     | 1      | Christopher Cosser                                                                                    | Erin Sterkenburg                                                                                           |
| Championnats panaméricains                                                      | 27 février–1er mars 2020                                   | Los Angeles, États-Unis                                    | 1      | Colin Duffy                                                                                           | Alannah Yip                                                                                                |
| Championnats d'Europe                                                           | 21-28 novembre 2020,                                       | Moscou, Russie                                             | 1      | Aleksei Rubtsov                                                                                       | Viktoria Mechkova                                                                                          |
| Championnats d'Océanie                                                          | 19-20 décembre 2020                                        | Sydney, Australie                                          | 1      | Tom O'Halloran                                                                                        | Oceania Mackenzie                                                                                          |
| Championnats d'Asie Meilleurs athlètes asiatiques du Championnats du monde 2019 | 18-24 mai 2020 9-13 décembre 2020, -                       | Morioka, Japon Xiamen, Chine Hachioji, Japon               | 1      | Chon Jongwon                                                                                          | Seo Chae-hyun                                                                                              |
| Invitation commission tripartite Réaffectation des quotas,                      | Invitation commission tripartite Réaffectation des quotas, | Invitation commission tripartite Réaffectation des quotas, | 1      | Michael Piccolruaz                                                                                    | Anouck Jaubert                                                                                             |

## Calendrier
| Q | Qualification | F | Finale |

| Épreuve↓/Date → | Mar. 3 | Mer. 4 | Jeu. 5 | Ven. 6 |
| --------------- | ------ | ------ | ------ | ------ |
| Hommes          | Q      |        | F      |        |
| Femmes          |        | Q      |        | F      |

## Résultats
| Épreuves                           | Or                        | Argent                  | Bronze               |
| ---------------------------------- | ------------------------- | ----------------------- | -------------------- |
| Combiné Hommes résultats détaillés | Alberto Ginés López (ESP) | Nathaniel Coleman (USA) | Jakob Schubert (AUT) |
| Combiné Femmes résultats détaillés | Janja Garnbret (SLO)      | Miho Nonaka (JPN)       | Akiyo Noguchi (JPN)  |

### Tableau des médailles
- Pays organisateur (Japon)

| Rang  | Nation     | Or | Argent | Bronze | Total |
| ----- | ---------- | -- | ------ | ------ | ----- |
| 1     | Espagne    | 1  | 0      | 0      | 1     |
| 1     | Slovénie   | 1  | 0      | 0      | 1     |
| 3     | Japon      | 0  | 1      | 1      | 2     |
| 4     | États-Unis | 0  | 1      | 0      | 1     |
| 5     | Autriche   | 0  | 0      | 1      | 1     |
| Total | Total      | 2  | 2      | 2      | 6     |

## Records
En tant que premières épreuves d'escalade organisées aux Jeux olympiques, les combinés masculins et féminins ont permis d'enregistrer les premiers records olympiques de vitesse. Le record olympique masculin est établi le 3 août 2021 lors des qualifications par le Français Bassa Mawem en 5 secondes 45 centièmes. Le record féminin est établi par la Polonaise Aleksandra Mirosław en qualifications avec un temps de 6 secondes 97 centièmes, seulement un centième au-dessus du record du monde de la Russe Iuliia Kaplina. Elle améliore cette marque lors de la finale, en réalisant en finale du tableau à élimination directe de vitesse la meilleure marque enregistrée en compétition de l'histoire en un temps de 6 secondes 84 centièmes.
| Épreuve               | Grimpeur                  | Temps  | Date   | Note |
| --------------------- | ------------------------- | ------ | ------ | ---- |
| Qualifications hommes | Bassa Mawem (FRA)         | 5,45 s | 3 août | RO   |
| Qualifications femmes | Aleksandra Mirosław (POL) | 6,97 s | 4 août | RO   |
| Finale femmes         | Aleksandra Mirosław (POL) | 6,84 s | 6 août | RM   |